# Caity Gyorgy

Caity Gyorgy

Caity Gyorgy (* 25. Mai 1998 in Calgary, Alberta) ist eine kanadische Jazzsängerin.

## Wirken
Ihre Familie war in den 1930er Jahren aus Ungarn gekommen. Gyorgy begeisterte sich in der Schule für irische Volkstänze. Mit zehn Jahren erhielt sie ersten Gesangsunterricht, in dem sie sich unter anderem mit New Wave und Motown beschäftigte. Sie ist Absolventin des Musikprogramms am Humber College und erhielt 2022 ihren Master of Music an der McGill University bei Christine Jensen.
2021 veröffentlichte Gyorgy ihr Debütalbum No Bounds, dem weitere Tonträger folgten. Sie präsentierte ihre Musik beim Toronto Jazz Festival und beim Festival International de Jazz de Montréal und tourte international, etwa in den USA, Mexiko und Japan. Weiterhin ist sie an der Seite von Künstlern wie Allison Au, Jocelyn Gould, Pat LaBarbera und Luciano Biondini aufgetreten. 2022 erhielt sie den Juno Award für das „Vocal-Jazz-Album des Jahres“ für ihre EP „Now Proncreasing: Caity Gyorgy“ und 2023 für ihr Album „Featuring“.

## Diskographische Hinweise
- No Bounds (Caity Gyorgy Records, 2021)
- Now Pronouncing: Caity Gyorgy (La Reserve, 2021)
- Featuring (La Reserve, 2022)
- Portrait of Caity Gyorgy (Fab, 2022)
- You’re Alike, You Two (La Reserve, 2023)
- Hello ! How Are You? (2024)